# 公立玉名中央病院
公立玉名中央病院（こうりつたまなちゅうおうびょういん, Tamana Central Hospital）は、熊本県玉名市にあった医療機関。玉名市と玉東町が設置した一部事務組合である「くまもと県北病院機構設立組合」（法人番号：9000020438120）が設立した「地方独立行政法人くまもと県北病院機構」（法人番号：7330005009749）が運営する病院であった。熊本県災害拠点病院の指定を受けた。
2021年（令和3年）3月1日に、本院と玉名地域保健医療センターが合併し、新病院「くまもと県北病院」が開設された。

## 診療科
- 呼吸器科・内科
- 神経内科
- 循環器科
- 糖尿病・内分泌科
- 消化器科・外科
- 泌尿器科
- 小児科
- 産婦人科
- 整形外科
- 放射線科
- 麻酔科
- 皮膚科
- 総合診療科

## 医療機関の指定等
（下表の出典）
| 保険医療機関                     | 労災保険指定医療機関                   |
| 指定自立支援医療機関（更生医療） | 指定自立支援医療機関（育成医療）       |
| 生活保護法指定医療機関           | 原子爆弾被害者一般疾病医療取扱医療機関 |
| 公害医療機関                     | 地域医療支援病院                       |
| 災害拠点病院（地域）             | 肝疾患診療連携拠点病院                 |
| DPC対象病院                      |                                        |

- 救急告示病院（二次救急）[3]
- 熊本DMAT指定病院[3]
- 脳卒中回復期医療機関[3]
- 心筋梗塞等の心血管疾患急性期拠点病院[3]
- 心筋梗塞等の心血管疾患回復期医療機関[3]
- 小児地域医療センター（小児専門医療）[3]

## 学会認定
以下、公立玉名中央病院/病院のご案内/病院の概要・沿革による。
- 日本呼吸器学会認定施設
- 日本循環器学会認定循環器専門医研修施設
- 日本糖尿病学会認定教育施設
- 日本泌尿器科学会専門医教育施設
- 日本整形外科学会認定医制度研修施設
- 日本リハビリテーション医学会研修施設
- 日本リウマチ学会教育施設
- 認定臨床微生物検査技師制度　研修施設
- 日本周産期・新生児医学会周産期専門医制度補完研修施設
- 日本静脈経腸栄養学会・NST稼動施設

## 不祥事・医療ミス・医療事故
- 2015年度から、3年9カ月間にわたって、嘱託医（60代）を常勤医と偽って診療報酬を加算して不正に受給していたことが分かった。病院によると加算額は年間約2400万円にのぼる。2017年からは、病院幹部が嘱託医の職員証を使って打刻し、常勤医と同水準の出勤日数に水増ししていた。病院の総務課長は勤務の偽装を認めた上で「九州厚生局から診療報酬の返還が必要という指摘があれば、粛々とやりたい」と話した[4]。不正受給額は総額約9400万円に上る可能性があり、不正受給分は九州厚生局と協議して返還する方針[5]。
- 2018年5月22日 - 男性事務職員（40代）に労使協定を超える時間外労働をさせていたとして、玉名労働基準監督署から労働基準法違反で5月22日付で是正勧告を受けた。全職員約600人を対象に勤務実態を調査し、過去2年分の時間外労働への未払い額を支払う。外部からの指摘で男性職員が2016年9月から2018年1月まで17カ月連続で法定上限を超える時間外労働をしていたことが発覚。この間の時間外労働が月平均で138時間に上り、協定で定まった月40時間を全ての月で上回った。労基署は5月に立ち入り調査した後、再発防止策の実施などを指導した[6]。
- 2019年2月5日 - 倉庫に保管していた抗てんかん薬と睡眠薬計80錠を紛失していたことが発覚。病院は、倉庫内に設置された防犯カメラの映像を調べている。1月28日、職員が倉庫から隣接する薬局に薬を運ぼうとしたところ箱が開いており、それぞれ40錠ずつ減っていることが確認された。薬は1月8日に納入。倉庫は平日昼は施錠されていないが、管理担当の職員が常駐。病院担当者は「外部からの侵入は考えにくい」としている。同月29日に玉名警察署に連絡した[7]。
- 2019年8月9日 - 理事長の医師（60代）が、診療科グループ費700万円余りを私的流用し外国製乗用車の購入費などに充てていたとして、8月9日付で懲戒解雇した。この医師は公立玉名中央病院企業団（当時）の企業長と病院長を兼ねていた2016年3月、自ら管理していた整形外科グループ費の預金口座から本人名義の外国製乗用車の購入費などを自動車販売店の口座に振り込んだ[8]。2021年1月21日、玉名警察署が前理事長を業務上横領の疑いで逮捕した[9]。熊本地方検察庁は元理事長を嫌疑不十分で不起訴処分としたが、病院の申し立てを受けた熊本検察審査会は「不起訴不当」と議決した。地検は再捜査を行い、2023年2月28日付で業務上横領の罪で在宅起訴した[10][11]。
- 2020年8月 - 当院勤務の男性医師（30代）が、自身を患者として保険診療でエチゾラム30日分の処方箋を作成。厚生労働省は、医師の自己診断は保険適用外としていることから、男性医師はその後、同じ診療科の同僚医師の名前を勝手に使って署名・押印し、処方箋を訂正して院外の薬局に提出、エチゾラムを入手した。男性医師は口頭注意処分[12]。

## 交通アクセス
- JR鹿児島本線 玉名駅 下車、徒歩8分。
- 産交バス 曙町バス停留所 下車、すぐ。